# Ulla Rhedin
Ulla Karin Kristina Rhedin, född 9 januari 1946 i Falköping, är en svensk  litteraturvetare.

## Karriär
Ulla Rhedins forskning har främst kretsat kring bilderböcker, och hon anses vara Nordens främsta expert i ämnet. Fram till 2014 satt hon i juryn för barnbokspriset Litteraturpriset till Astrid Lindgrens minne (ALMA).
Sedan 1971 har Ulla Rhedin haft olika lärartjänster vid Karlstads universitet. Hon tog sin doktorsexamen i litteraturvetenskap vid Göteborgs universitet 1993 med sin avhandling Bilderboken - på väg mot en teori. Hon har också arbetat som bokrecensent i Dagens Nyheter. Under tolv år var hon en av bilderboksexperterna i juryn för Litteraturpriset till Astrid Lindgrens minne (ALMA).
År 2017 tog Ulla Rhedin emot Eldsjälspriset från Svenska barnboksakademin.
Ulla Rhedin bor på ön Tjörn i Bohuslän.

## Priser och utmärkelser
- Gulliverpriset 2002
- Eldsjälspriset 2017